# Theodor Curtius

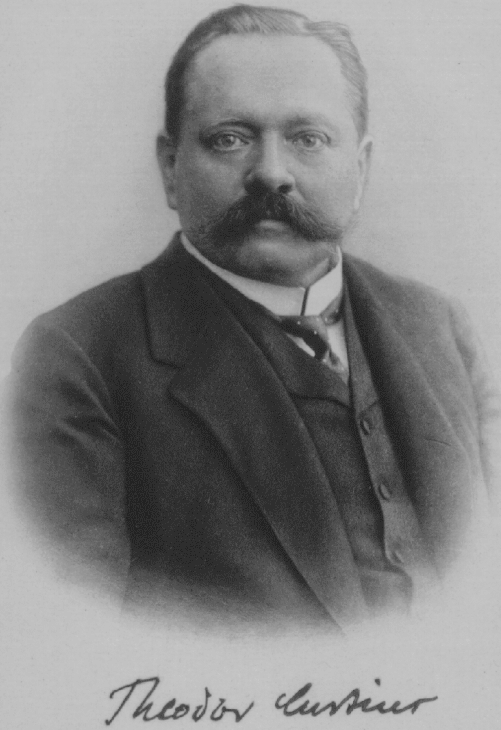
Theodor Curtius

Julius Wilhelm Theodor Curtius, född 27 maj 1857 i Duisburg, död 8 februari 1928 i Heidelberg, var en tysk kemist.
Curtius blev 1889 professor i Kiel och 1897-1925 i Heidelberg som efterträdare till Victor Meyer. Han gjorde flera viktiga kemiska upptäckter, bland vilka kan nämnas framställningen av diazoföreningar inom fettserien samt av hydrazin och diazoimid eller kvävevätesyra. Han gjorde senare viktiga undersökningar över hydrazider och azider (kvävevätesyrans salter). Han blev ledamot av svenska Vetenskapsakademien 1917.